# Зауглине
Зауглине је насеље у Србији у општини Бајина Башта у Златиборском округу. Према попису из 2022. било је 248 становника.

## Демографија
У насељу Зауглине живи 303 пунолетна становника, а просечна старост становништва износи 45,1 година (44,1 код мушкараца и 46,1 код жена). У насељу има 120 домаћинстава, а просечан број чланова по домаћинству је 2,90.
Ово насеље је у потпуности насељено Србима (према попису из 2002. године), а у последња три пописа, примећен је пад у броју становника.
|  |

| Демографија | Демографија | Демографија |
| Година      | Становника  | Становника  |
| ----------- | ----------- | ----------- |
| 1948.       | 532         |             |
| 1953.       | 581         |             |
| 1961.       | 531         |             |
| 1971.       | 492         |             |
| 1981.       | 479         |             |
| 1991.       | 415         | 412         |
| 2002.       | 348         | 348         |

| Етнички састав према попису из 2002.‍ | Етнички састав према попису из 2002.‍ | Етнички састав према попису из 2002.‍ | Етнички састав према попису из 2002.‍ | Етнички састав према попису из 2002.‍ |
| ------------------------------------ | ------------------------------------ | ------------------------------------ | ------------------------------------ | ------------------------------------ |
|                                      |                                      |                                      |                                      |                                      |
| Срби                                 | Срби                                 |                                      | 348                                  | 100,0%                               |
| непознато                            | непознато                            |                                      | 0                                    | 0,0%                                 |

| Година пописа     | 1948. | 1953. | 1961. | 1971. | 1981. | 1991. | 2002. |
| ----------------- | ----- | ----- | ----- | ----- | ----- | ----- | ----- |
| Број домаћинстава | 101   | 103   | 109   | 123   | 130   | 126   | 120   |

| Број чланова      | 1  | 2  | 3  | 4  | 5 | 6 | 7 | 8 | 9 | 10 и више | Просек |
| ----------------- | -- | -- | -- | -- | - | - | - | - | - | --------- | ------ |
| Број домаћинстава | 27 | 27 | 22 | 30 | 8 | 3 | 1 | 2 | 0 | 0         | 2,90   |

| Пол    | Укупно | Неожењен/Неудата | Ожењен/Удата | Удовац/Удовица | Разведен/Разведена | Непознато |
| ------ | ------ | ---------------- | ------------ | -------------- | ------------------ | --------- |
| Мушки  | 158    | 48               | 97           | 8              | 5                  | 0         |
| Женски | 150    | 26               | 92           | 25             | 7                  | 0         |
| УКУПНО | 308    | 74               | 189          | 33             | 12                 | 0         |

| Пол    | Укупно                    | Пољопривреда, лов и шумарство | Рибарство                            | Вађење руде и камена | Прерађивачка индустрија       |
| ------ | ------------------------- | ----------------------------- | ------------------------------------ | -------------------- | ----------------------------- |
| Мушки  | 64                        | 15                            | 0                                    | 0                    | 14                            |
| Женски | 45                        | 8                             | 0                                    | 0                    | 17                            |
| УКУПНО | 109                       | 23                            | 0                                    | 0                    | 31                            |
| Пол    | Производња и снабдевање   | Грађевинарство                | Трговина                             | Хотели и ресторани   | Саобраћај, складиштење и везе |
| Мушки  | 11                        | 9                             | 7                                    | 1                    | 2                             |
| Женски | 0                         | 0                             | 6                                    | 2                    | 1                             |
| УКУПНО | 11                        | 9                             | 13                                   | 3                    | 3                             |
| Пол    | Финансијско посредовање   | Некретнине                    | Државна управа и одбрана             | Образовање           | Здравствени и социјални рад   |
| Мушки  | 0                         | 0                             | 2                                    | 1                    | 1                             |
| Женски | 0                         | 0                             | 3                                    | 1                    | 4                             |
| УКУПНО | 0                         | 0                             | 5                                    | 2                    | 5                             |
| Пол    | Остале услужне активности | Приватна домаћинства          | Екстериторијалне организације и тела | Непознато            | Непознато                     |
| Мушки  | 0                         | 0                             | 0                                    | 1                    | 1                             |
| Женски | 3                         | 0                             | 0                                    | 0                    | 0                             |
| УКУПНО | 3                         | 0                             | 0                                    | 1                    | 1                             |